# The Gringo
The Gringo est un film muet américain réalisé par William S. Hart et sorti en 1914.

## Fiche technique
- Titre : The Gringo
- Réalisation : William S. Hart
- Scénario : Thomas H. Ince, d'après une nouvelle de Richard V. Spencer
- Production : Thomas H. Ince pour Kay-Bee Pictures
- Distribution : Mutual Film
- Genre : Western
- Durée : 20 minutes
- Date de sortie :
  - États-Unis : 27 mars 1914

## Distribution
- Harry Keenan : Tom Simpson/The Gringo
- Roy Laidlaw : Ignacio Reyes
- Walter Edwards : le Père Bernardo
- Clara Williams : Madge Irwin
- Gretchen Lederer : Carmen Hidalgo